# Брачелли, Вирджиния Чентурионе

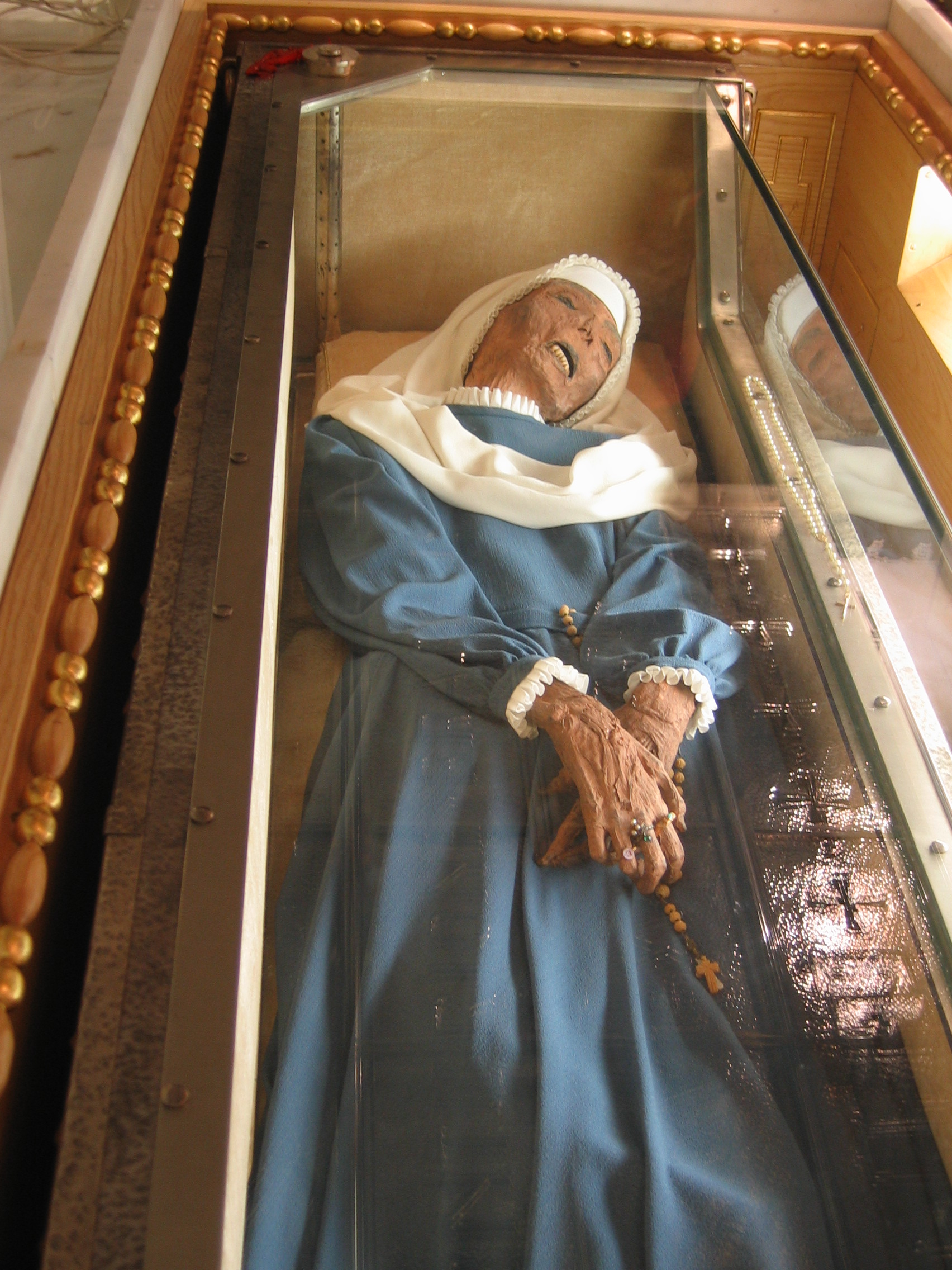
Мощи святой Вирджинии Чентурионе Брачелли

Вирджиния Чентурионе Брачелли  (итал. Virginia Centurione Bracelli, 2 апреля 1587, Генуя — 15 декабря 1651, Генуя) — святая Римско-католической церкви, основательница женских монашеских конгрегаций «Сёстры Пресвятой Девы Марии Убежища на горе Кальвария» (NSRMC) и «Дочери Пресвятой Девы Марии на горе Кальвария» (FNSMC).

## Биография
Вирджиния Чентурионе Брачелли родилась 2 апреля 1587 года в Генуе в аристократической семье. Она была дочерью Джорджио Чентурионе, который был дожем Генуи с 1621—1623 гг. Несмотря на то, что она желала жить затворнической жизнью, она была вынуждена под давлением своего отца в возрасте 15 лет выйти замуж за Гаспара Гримальди Брачелли. У них в браке родились две дочери.
В 1607 году её муж умер и Вирджиния в возрасте 20 лет стала вдовой. Она не стала вновь вступать в брак. Вирджиния принесла обет целомудрия и решила посвятить себя полностью благотворительным целям, помогая нуждающимся и больным. Она основала школы и колледжи и помогала своими силами и ресурсами нуждающимся семьям, чтобы дети могли ходить в школу. Из-за Франко-Пьемонтской война (1625) между Генуэзской республикой и герцогом Савойским, безработица и голод пришли в Республику. Генуя была захвачена беженцами, которые искали убежище в городе, спасаясь от оккупированных территорий. Брачелли продолжала благотворительную приверженность, оказываю духовную и материальную помощь беженцам и заключенным.
В 1630 году Брачелли начала свою деятельность по приему и оказанию помощи бедным детям. По мере роста числа детей, которых она приютила в своем особняке, ей пришлось искать более масштабное место. Её подруга, Герцогиня Плачида Спинола, предоставила вначале бесплатно, позже в аренду, монастырь Монте Кальварио.
14 апреля 1631 года она переехала с детьми в монастырь Монте Кальварио, который был назван «убежищем Монте Кальварио». Вскоре и этот монастырь Монте Кальварио перестал отвечать всем требования, и Брачелла переехала во второй дом, а затем в третий. За три года работы они сменили три дома и было госпитализированно три сотни людей.
Чтобы облегчить жизнь нуждающимся, Вирджиния основала благотворительный центр под названием «Cento Signore della Misericordia Protettrici dei Poveri di Gesù Cristo» («Сто Господь милосердия защитников бедных Иисуса Христа»)', который стал пользоваться известностью среди нуждающихся жителей Генуи, особенно во время эпидемии чумы 1629—1630 гг., когда из-за множества больных Вирджиния для оказания необходимой им помощи арендовала монастырь Монте Кальварио. В 1635 году благотворительный центр обслуживал более трёхсот пациентов и получил от государственной власти статус больницы. Из-за нехватки средств, выделяемых властями для ухода за больными, в 1647 году больница закрылась.
Остаток своей жизни Вирджиния Чентурионе Брачелли провела в самостоятельном уходе за больными, продолжая помогать бедным и нуждающимся. Вирджиния Чентурионе Брачелли умерла 15 декабря 1651 в возрасте 64 лет.

## Прославление
Тело было временно размещено в церкви монастыря Санта-Кьяра, где оно оставалось там в течение 150 лет. В 1661 году, через десять лет после её смерти, была написана первая агиография Брачелли, в которой её называют «чудесным слугой Божьим». Эммануэль Бриньоль пишет о ней: «Вирджиния прекрасно переживала свое служение Богу, она никогда не думала о своем собственном удовлетворении, полностью посвящая себя Богу и ближнему». В 1801 году её тело было эксгумировано. В восьмидесятых годах двадцатого века в процессе беатификации была проведена эксгумация в присутствии архиепископа Генуэзского, кардинала Джузеппе Сири.
22 сентября 1985 года Вирджиния Чентурионе Брачелли была беатифицирована папой Иоанном Павлом II и им же канонизирована 18 мая 2003 года.
День памяти в Католической церкви — 15 декабря